# جهاز كيكستارت (مقومة)
يعتبر جهاز المشي كيكستارت مقوامًا أو جهازًا قابلًا للارتداء مصممًا للمساعدة في المشي أو الثبات لأولئك الذين يعانون من صعوبة في المشي. ويعتبر الجهاز فريدًا في أنه لا يعتمد على مصدر طاقة خارجي أو بطاريات لتقديم المساعدة، ولكنه يعمل مثل الهياكل الخارجية الآلية من خلال مساعدته في تحريك الساقين إلى الأمام، حيث يزيد أيضًا من القوة القائمة.
وقد قامت شركة كادينس بايوميديكال (Cadence Biomedical) بمدينة سياتل بولاية واشنطن بتصنيع جهاز كيكستارت. وقد تم طرح المنتج عام 2012، وهو متاح من خلال أخصائيي المقاويم في الولايات المتحدة.
ويستعمل جهاز كيكستارت في الوقت الحالي لمساعدة الأفراد في الشفاء من السكتات الدماغية أو إعادة التأهيل من الإصابات العصبية (مثل إصابة النخاع الشوكي أو الإصابة الدماغية الرضحية). وكذلك تم تصميمه لمساعدة المستخدمين المصابين بأمراض مثل التصلب المتعدد أو الحثل العضلي أو التصلب الجانبي الضموري على السير خلال أنشطة الحياة اليومية.
وقد تم تطوير جهاز كيكستارت لمساعدة أولئك الذين لديهم صعوبة في السير بالاعتماد على أنفسهم، وخاصة إذا كانوا يعانون من صعوبة في رفع ركبهم، أو التحكم في أصابع القدم عند المشي خطوة، أو فقد القدرة على التحمل، أو مشكلات متعلقة بالتنسيق أو التوازن أو الثبات أثناء الحركة.